# Fight for hope
Fight For Hope другий студійний альбом українського панк-рок гурту Серцевий Напад, виданий у 2010 на лейблі Bukovina Music. За версією інтернет-порталу ФаДієз, альбом посів третю сходинку серед найкращих українських альбомів 2010 року.

## Список пісень
| #   | Назва            | Тривалість |
| --- | ---------------- | ---------- |
| 1.  | «Fight For Hope» | 1:06       |
| 2.  | «Коля не знау»   | 3:12       |
| 3.  | «Мовчи»          | 3:03       |
| 4.  | «Fast Food»      | 2:08       |
| 5.  | «Нестерпна»      | 3:03       |
| 6.  | «Wake Up»        | 2:45       |
| 7.  | «Не така»        | 2:40       |
| 8.  | «Ы!»             | 0:06       |
| 9.  | «Slut»           | 2:07       |
| 10. | «B.I.T.C.H.»     | 4:27       |
| 11. | «Я не вірю вам»  | 2:46       |
| 12. | «Хто ти?»        | 2:52       |
| 13. | «Fruity-Dooty»   | 2:51       |
| 14. | «Звільни себе»   | 2:50       |
| 15. | «Happiness»      | 2:26       |
| 16. | «Outro»          | 0:43       |